# Abram Wilson

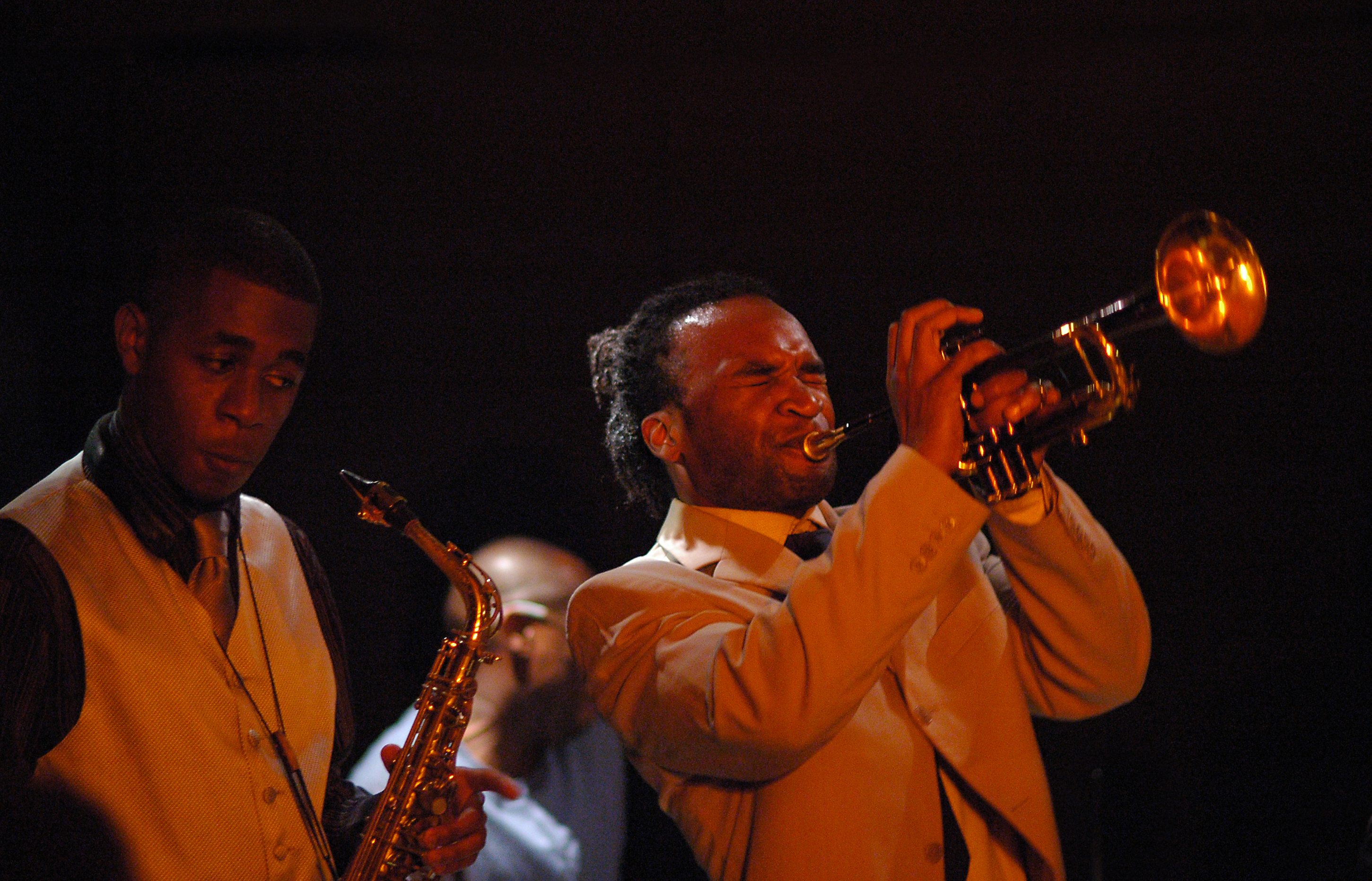
Nathaniel Facey und Abram Wilson (rechts)

Abram Wilson (* 30. August 1973 in Fort Smith, Arkansas; † 9. Juni 2012) war ein US-amerikanischer Jazzmusiker (Trompete, Gesang), Komponist und Musikpädagoge.

## Leben und Wirken
Wilson wuchs in New Orleans auf und kam durch seinen Gitarre spielenden Vater Willie C. Jr. und eine musikalisch interessierte Mutter zum Jazz. Als Kind begann er Schlagzeug zu spielen, mit neun wechselte er zur Trompete. Er besuchte das New Orleans Center for Creative Arts; nach Abschluss der Highschool 1991 studierte er an der Ohio Wesleyan University klassische Trompete bei Larry Griffin und erwarb den Bachelor in Musikpädagogik. Anschließend absolvierte er ein Masterstudium an der Eastman School of Music, wo er Unterricht bei Ralph Alessi hatte.
Nach einem kurzen Aufenthalt in New York City, wo er in Roy Hargroves Bigband spielte und als Begleitmusiker von Ruth Brown war, zog er 2002 nach London. Dort arbeitete ab 2003 als Musikpädagoge bei der Organisation Tomorrow’s Warriors; auch wurde er Mitglied der Bigband von Julian Joseph. In dieser Zeit spielte er außerdem mit Gary Crosby, Soweto Kinch, Denys Baptiste, Patrick Clahar, Juliet Roberts und den Jazz Jamaica All Stars. 2006 erhielt er den ersten Preis der International Songwriting Competition in Nashville für den Titel Monk aus seinem Debütalbum Jazz Warrior (Dune Records), 2007 den British Jazz Award in der Kategorie Bestes Album für sein Ride! Ferris Wheel To The Modern Day Delta. Anschließend arbeitete er in dem Projekt Roll Jordan Roll mit der britischen Gospelsängerin Nicky Brown und dem Gospel-Historiker Viv Broughton, ein Tribut an die Fisk Jubilee Singers, komponiert als Teil der Feierlichkeiten zur 200-jährigen Wiederkehr des Slave Trade Act 1807, in dem das britische Parlament die Sklaverei abschaffte. 2009 erschien das Album Life Paintings. Wilson starb im Juni 2012 an den Folgen einer Krebserkrankung.